# Danh sách tập phim Sword Art Online

Bìa hộp BD Nhật Bản tập 1 gồm hai nhân vật chính Kirito và Asuna.

Sword Art Online là một anime thể loại hành động sci-fi năm 2012 dựa trên light novel được viết bởi Reki Kawahara và minh họa bởi Abec. Bắt đầu vào năm 2022, một Virtual Reality Massively Multiplayer Online Role-Playing Game (VRMMORPG) tên gọi Sword Art Online (SAO) được ra mắt. Bên trong game, người chơi điều khiển avatar của họ giống hệt như cách họ điều khiển cơ thể thực nhờ sử dụng Nerve Gear, một chiếc Mũ VR có thể kích thích năm giác quan của người dùng qua não bộ họ. Tuy nhiên, sau thời gian thử nghiệm beta, vào ngày đầu tiên trong game, người chơi nhanh chóng nhận ra họ không thể đăng xuất. Nhà sáng tạo game, Akihiko Kayaba, nhanh chóng xuất hiện và cho họ biết một quy tắc tối cao: nếu họ chết trong game thì cả cơ thể thực của họ cũng sẽ chết. Và nếu họ muốn được giải thoát khỏi game, họ phải đến được tầng một trăm của thế giới trong game và đánh bại boss cuối. Giữa những người cố gắng đối mặt với tình thế khó khăn đầy chết chóc của họ, hai kiếm sĩ mạnh mẽ, Kirito và Asuna, quyết định chiến thắng trò chơi và giành lấy tự do. Phần thứ hai của anime lấy bối cảnh tại một game VRMMORPG khác, ALfheim Online (ALO), kể về hành trình giải cứu Asuna và những người chơi còn chưa tỉnh lại sau sự kiện SAO của Kirito cùng những người bạn mới.
Anime được sản xuất bởi A-1 Pictures và đạo diễn bởi Tomohiko Ito với âm nhạc bởi Yuki Kajiura, thiết kế nhân vật bởi Shingo Adachi và đạo diễn nghệ thuật bởi Takayuki Nagashima và Yusuke Takeda và đạo diễn âm thanh bởi Yoshikazu Iwanami. Anime phát sóng ở Nhật Bản từ ngày 7 tháng Bảy đến 22 tháng 12 năm 2012, gồm 25 tập phim. Series ra mắt đĩa DVD và Blu-ray từ tháng Mười 24, 2012, với mỗi đĩa gồm một tập phụ thêm Sword Art Offline (ソードアート・オフライン Sōdo Āto Ofurain).
Trong tập 1-14, bản OP là "Crossing Field" bởi LiSA và bản ED là "Yume Sekai" (ユメセカイ lit. "Thế giới Giấc Mơ") bởi Haruka Tomatsu. Từ tập 15-25, bản OP là "Innocence" bởi Eir Aoi. Trong tập 15-24 bản ED là "Overfly" bởi Luna Haruna, còn bản ED của tập 25 là "Crossing Field".

### Sword Art Online Season 1(2012)

#### Câu chuyện 1: Aincrad
| STT | Tên Tiêu đề gốc Tiếng Nhật                                                   | Đạo diển           | Sáng tác                        | Ngày phát sóng chính thức | Ngày phát sóng tiếng Anh | Tham khảo |
| --- | ---------------------------------------------------------------------------- | ------------------ | ------------------------------- | ------------------------- | ------------------------ | --------- |
| 1 | "Thế giới của những thanh kiếm" "Ken no Sekai" (剣の世界)                    | Tomohiko Itō       | Yukie Sugawara & Yukito Kizawa  | 8 tháng 7 năm 2012        | [ 7 ]                    |           |
| Một máy chơi game thực tế ảo được gọi là "NerveGear" được công bố ra công chúng bên cạnh trò chơi thực tế ảo đầu tiên của thế giới gọi là "Sword Art Online" (SAO). Một beta-tester tên Kirito đăng nhập và ghé thăm Aincrad, các thiết lập nơi mà các trò chơi diễn ra, và nhanh chóng kết bạn với một người chơi có tên Klein, người mà chính Kirito dạy những điều cơ bản của trò chơi, kể cả cách đánh bại con lợn rừng. Một vài tiếng sau, Kirito và Klein phát hiện ra rằng họ không thể đăng xuất. Kayaba Akihiko, người tạo ra trò chơi và nhân viên của tập đoàn máy tính Argus, thông báo với người chơi rằng ông đã cố tình xóa bỏ tùy chọn đăng xuất và người chơi sẽ chết nếu mũ bảo hiểm NerveGear của họ được gỡ bỏ một cách ép buộc hoặc thanh sức khỏe bằng 0. Ông cũng thừa nhận rằng ông đã tạo ra trò chơi này như là một cách để trở thành Chúa trên quyền thống trị của mình, và rằng cách duy nhất để thoát ra khỏi trò chơi là dọn dẹp 100 tầng của Aincrad. |                                                                              |                    |                                 |                           |                          |           |
| 2 | "Beater" "Bītā" (ビーター)                                                   | Yoshiyuki Fujiwara | Munemasa Nakamoto               | 15 tháng 7 năm 2012       | [ 8 ]                    |           |
| Một tháng sau, hơn 2.000 người chơi đã chết. Kirito tham dự một cuộc họp được tổ chức bởi beta-tester Diavel, người thông báo cho người tham dự rằng party của anh đã phát hiện ra boss tầng 1, Illfang Chúa tể Kobold. Khi người chơi hợp tác chuẩn bị cho trận chiến, Kirito lập đội với một cô gái trẻ bí ẩn tên là Asuna. Ngày hôm sau, Diavel và những người chơi đến phòng boss và chiến đấu với Illfang và các tay sai của hắn. Khi sức khoẻ của Illfang xuống thấp, Diavel tấn công xong, nhưng trước khi Diavel có thể nhìn thấy vũ khí thực sự của Illfang, anh ta bị thương nặng. Trước khi trút hơi thở cuối cùng, Diavel nói với Kirito phải đánh bại boss và cứu các người chơi bằng mọi giá. Sau khi Kirito đánh bại Illfang, những người chơi khác buộc tội Kirito giết Diavel bằng cách giấu kiến thức cậu có về Illfang, anh ta đã không chia sẻ với người chơi khác và gọi anh một cái tên "beater", một sự kết hợp của các từ "beta-tester" và "cheater". |                                                                              |                    |                                 |                           |                          |           |
| 3 | "The Red-Nosed Reindeer" "Akahana no Tonakai" (赤鼻のトナカイ)               | Yuuki Itohafrer    | Yukie Sugawara                  | 22 tháng 7 năm 2012       | [ 9 ]                    |           |
| Kirito tham gia một hội có tên là Moonlit Black Cats, nhưng giữ bí mật về cấp độ nhân vật của mình, vì nó cao hơn nhiều so với các thành viên khác trong hội. Sachi, một thành viên của hội, thừa nhận với Kirito rằng cô ấy sợ chết, nhưng Kirito trấn an cô ấy. Khi Keita, thủ lĩnh của guild, rời đi để mua một ngôi nhà cho guild, Kirito và các thành viên khác của guild đi đến Tầng 27, nơi họ tìm và mở một rương kho báu. Tuy nhiên, điều này gây ra một cái bẫy, triệu tập một đội quân quái vật bao vây Kirito và cả hội. Kirito bất lực nhìn cả hội, bao gồm cả Sachi, bị giết bởi lũ quái vật, để lại cậu là người sống sót duy nhất. Keita tự sát sau khi biết cái chết của hội và cấp cao hơn của Kirito. Sau đó, Kirito đi đến Tầng 35, nơi anh đánh bại một tên trùm bí mật tên là Nicholas the Renegade, để lấy một vật phẩm có khả năng hồi sinh một người chơi đã chết. Tuy nhiên, Kirito đưa món đồ đó cho Klein sau khi biết được món đồ đó chỉ có hiệu lực trong vòng mười giây sau khi người chơi chết. Cuối đêm đó, Kirito nhận được một tin nhắn được ghi âm trước từ Sachi, nói rằng anh ấy đừng tự trách bản thân và hãy tiếp tục sống mạnh mẽ. |                                                                              |                    |                                 |                           |                          |           |
| 4 | "The Black Swordsman" "Kuro no Kenshi" (黒の剣士)                            | Shinya Watada      | Yoshikazu Mukai                 | 29 tháng 7 năm 2012       | [ 10 ]                   |           |
| 5 | "Murder in the Safe Zone" "Kennai Jiken" (圏内事件)                          | Yasuyuki Fuse      | Yukito Kizawa                   | 5 tháng 8 năm 2012        | [ 11 ]                   |           |
| 6 | "Illusionary Avenger" "Maboroshi no Fukushū-sha" (幻の復讐者)                | Kazuma Satō        | Yukito Kizawa                   | 12 tháng 8 năm 2012       | [ 12 ]                   |           |
| 7 | "The Temperature of the Heart" "Kokoro no Ondo" (心の温度)                   | Makoto Hoshino     | Yoshikazu Mukai                 | ngày 19 tháng 8 năm 2012  | [ 13 ]                   |           |
| 8 | "The Sword Dance of Black and White" "Kuro to Shiro no Kenbu" (黒と白の剣舞) | Tatsumi Fujii      | Shuji Iriyama                   | ngày 26 tháng 8 năm 2012  | [ 14 ]                   |           |
| 9 | "The Blue-Eyed Demon" "Seigan no Akuma" (青眼の悪魔)                         | Koichi Kikuta      | Munemasa Nakamoto & Naoki Shōji | ngày 2 tháng 9 năm 2012   | [ 15 ]                   |           |
| 10 | "Crimson Killing Intent" "Kurenai no Satsui" (紅の殺意)                      | Hideya Takahashi   | Yukito Kizawa                   | ngày 9 tháng 9 năm 2012   | [ 16 ]                   |           |
| 11 | "Girl of the Morning Dew" "Asatsuyu no Shōjo" (朝露の少女)                   | Pyeon-Gang Ho      | Yukie Sugawara                  | ngày 16 tháng 9 năm 2012  | [ 17 ]                   |           |
| 12 | "Yui's Heart" "Yui no Kokoro" (ユイの心)                                     | Tamaki Nakatsu     | Yukie Sugawara                  | ngày 23 tháng 9 năm 2012  | [ 18 ]                   |           |
| 13 | "Edge of Hell's Abyss" "Naraku no Fuchi" (奈落の淵)                          | Takahiro Shikama   | Yoshikazu Mukai                 | ngày 30 tháng 9 năm 2012  | [ 19 ]                   |           |
| 14 | "The End of the World" "Sekai no Shūen" (世界の終焉)                         | Tomohiko Itō       | Yukito Kizawa                   | ngày 7 tháng 10 năm 2012  | [ 20 ]                   |           |

#### Cốt truyện 2: Fairy Dance
{{Japanese episode list

| EpisodeNumber = 15 | VietnameseTitle = Return                                                 | KanjiTitle = 帰還                 | RomajiTitle = Kikan | DirectedBy = Shigetaka Ikeda | WrittenBy = Munemasa Nakamoto | OriginalAirDate = ngày 14 tháng 10 năm 2012 | FirstEngAirDate = ngày 9 tháng 11 năm 2013 | Aux4 = | ShortSummary = |
| 16                 | "Land of the Fairies" "Yōsei-tachi no Kuni" (妖精たちの国)               | Yasuyuki Fuse                     | Yukie Sugawara      | ngày 21 tháng 10 năm 2012    | [ 23 ]                        |                                             |                                            |        |                |
| 17                 | "Captive Queen" "Toraware no Joō" (囚われの女王)                         | Yoshiyuki Fujiwara                | Yoshikazu Mukai     | ngày 28 tháng 10 năm 2012    | [ 24 ]                        |                                             |                                            |        |                |
| 18                 | "To the World Tree" "Sekaiju e" (世界樹へ)                               | Takayoshi Morimiya                | Yukito Kizawa       | ngày 4 tháng 11 năm 2012     | [ 25 ]                        |                                             |                                            |        |                |
| 19                 | "The Legrue Corridor" "Rugurū Kairō" (ルグルー回廊)                      | Pyeon-Gang Ho                     | Shuji Iriyama       | ngày 11 tháng 11 năm 2012    | [ 26 ]                        |                                             |                                            |        |                |
| 20                 | "General of the Blazing Flame" "Mōen no Shō" (猛炎の将)                  | Makoto Hoshino & Takahiro Shikama | Naoki Shōji         | ngày 18 tháng 11 năm 2012    | [ 27 ]                        |                                             |                                            |        |                |
| 21                 | "The Truth About ALfheim" "Aruvuheimu no Shinjitsu" (アルヴヘイムの真実) | Pyeon-Gang Ho                     | Munemasa Nakamoto   | ngày 25 tháng 11 năm 2012    | [ 28 ]                        |                                             |                                            |        |                |
| 22                 | "The Grand Quest" "Gurando Kuesuto" (グランド・クエスト)                 | Kazuhisa Ouno                     | Yukito Kizawa       | ngày 2 tháng 12 năm 2012     | [ 29 ]                        |                                             |                                            |        |                |
| 23                 | "Bonds" "Kizuna" (絆)                                                    | Shigetaka Ikeda                   | Yoshikazu Mukai     | ngày 9 tháng 12 năm 2012     | [ 30 ]                        |                                             |                                            |        |                |
| 24                 | "Gilded Hero" "Mekki no Yūsha" (鍍金の勇者)                              | Tomohiko Itō                      | Yukie Sugawara      | ngày 16 tháng 12 năm 2012    | [ 31 ]                        |                                             |                                            |        |                |
| 25                 | "The World Seed" "Sekai no Shushi" (世界の種子)                          | Tomohiko Itō                      | Munemasa Nakamoto   | ngày 23 tháng 12 năm 2012    | [ 32 ]                        |                                             |                                            |        |                |

### Sword Art Online Season 2(2014)
| STT                                   | Tập phim | Tiêu đề                                                                        | Đạo diễn            | Sáng tác                           | Ngày phát sóng chính thức | Ngày phát sóng tiếng anh | Tham khảo     |  |
| ------------------------------------- | -------- | ------------------------------------------------------------------------------ | ------------------- | ---------------------------------- | ------------------------- | ------------------------ | ------------- |  |
| Cốt truyện 3: Phantom Bullet\|        |          |                                                                                |                     |                                    |                           |                          |               |  |
| 26                                    | 1        | The World of Guns"Jū no Sekai" (銃 の 世界)                                    | Tomohiko Itō        | Tomohiko Itō                       | Ngày 5 tháng 7 năm 2014   | Ngày 29 tháng 3 năm 2015 | [ 38 ] [ 39 ] |  |
| 27                                    | 2        | Cold-Hearted Sniper "Kōri no Sogeki Shu" (氷 の 狙 撃 手)                      | Shigeki Kawai       | Yukie Sugawara                     | Ngày 12 tháng 7 năm 2014  | Ngày 5 tháng 4 năm 2015  | [ 40 ]        |  |
| 28                                    | 3        | Memories of Blood "Senketsu no Kioku" (鮮血 の 記憶)                           | Hironori Aoyagi     | Munemasa Nakamoto                  | Ngày 19 tháng 7 năm 2014  | Ngày 12 tháng 4 năm 2015 | [ 41 ]        |  |
| 29                                    | 4        | GGO "GGO" (ＧＧＯ)                                                             | Hidetoshi Takahashi | Yukie Sugawara                     | Ngày 26 tháng 7 năm 2014  | Ngày 19 tháng 4 năm 2015 | [ 42 ]        |  |
| 30                                    | 5        | Guns and Swords"Jū to Ken" (銃 と 剣)                                          | Daisuke Takashima   | Munemasa Nakamoto                  | Ngày 2 tháng 8 năm 2014   | Ngày 26 tháng 4 năm 2015 | [ 43 ]        |  |
| 31                                    | 6        | Showdown in the Wilderness "Kōya no kettō" (曠野 の 決 闘)                     | Shunsuke Machitani  | Yukito Kizawa                      | Ngày 9 tháng 8 năm 2014   | Ngày 3 tháng 5 năm 2015  | [ 44 ]        |  |
| 32                                    | 7        | Crimson Memories "Kurenai no kioku" (紅 の 記憶)                               | Shuu Watanabe       | Yukito Kizawa                      | Ngày 16 tháng 8 năm 2014  | Ngày 10 tháng 5 năm 2015 | [ 45 ]        |  |
| 33                                    | 8        | Bullet of Bullets "Baretto Obu barettsu" (バ レ ッ ト ・ オ ブ ・ バ レ ッ ツ) | Hirokazu Yamada     | Yukie Sugawara                     | Ngày 23 tháng 8 năm 2014  | Ngày 17 tháng 5 năm 2015 | [ 46 ]        |  |
| 34                                    | 9        | Death Gun"Desu · Gan" (デ ス · ガ ン)                                          | Yoshihiko Iwata     | Yukie Sugawara                     | Ngày 30 tháng 8 năm 2014  | Ngày 31 tháng 5 năm 2015 | [ 47 ]        |  |
| 35                                    | 10       | Death Chaser "Shi no tsuigeki sha" (死 の 追 撃 者)                            | Makoto Hoshino      | Munemasa Nakamoto                  | Ngày 6 tháng 9 năm 2014   | Ngày 7 tháng 6 năm 2015  | [ 48 ]        |  |
| 36                                    | 11       | What It Means to Be Strong"Tsuyosa no Imi" (強 さ の 意味)                     | Daisuke Takashima   | Munemasa Nakamoto                  | Ngày 13 tháng 9 năm 2014  | Ngày 14 tháng 6 năm 2015 | [ 49 ]        |  |
| 37                                    | 12       | Bullet of a Phantom"Maboroshi no jūdan" (幻 の 銃 弾)                          | Hiroshi Kimura      | Yukito Kizawa                      | Ngày 20 tháng 9 năm 2014  | Ngày 21 tháng 6 năm 2015 | [ 50 ]        |  |
| 38                                    | 13       | Phantom Bullet "Fantomu Baretto" (フ ァ ン ト ム ・ バ レ ッ ト)               | Shigeki Kawai       | Yukito Kizawa                      | Ngày 27 tháng 9 năm 2014  | Ngày 28 tháng 6 năm 2015 | [ 51 ]        |  |
| 39                                    | 14       | One Little Step "Chisana Ippo" (小 さ な 一 歩)                                | Tomohiko Itō        | Yukie Sugawara                     | Ngày 4 tháng 10, 2014     | Ngày 12 tháng 7 năm 2015 | [ 52 ]        |  |
| 39,5                                  | 14,5     | Debriefing                                                                     |                     |                                    | Ngày 11 tháng 10 năm 2014 | Không có                 | [ 53 ]        |  |
| Câu chuyện bên lề 1: Calibur          |          |                                                                                |                     |                                    |                           |                          |               |  |
| 40                                    | 15       | The Queen of the Lake"Mizūmi no joō" (湖 の 女王)                              | Shuu Watanabe       | Atsushi Takayama Munemasa Nakamoto | Ngày 18 tháng 10 năm 2014 | Ngày 19 tháng 7 năm 2015 | [ 54 ]        |  |
| 41                                    | 16       | The King of the Giants"Kyojin no Ō" (巨人 の 王)                               | Hidetoshi Takahashi | Munemasa Nakamoto Ryôsuke Suzuki   | Ngày 25 tháng 10 năm 2014 | Ngày 26 tháng 7 năm 2015 | [ 55 ]        |  |
| 42                                    | 17       | Excaliber "Ekusukyaribā" (エ ク ス キ ャ リ バ ー)                             | Hirokazu Yamada     | Yukie Sugawara                     | Ngày 1 tháng 11 năm 2014  | Ngày 2 tháng 8 năm 2015  | [ 56 ]        |  |
| Câu chuyện bên lề 2: Mother's Rosario |          |                                                                                |                     |                                    |                           |                          |               |  |
| 43                                    | 18       | Forest House "Mori no Ie" (森 の 家)                                           | Kosaya              | Munemasa Nakamoto                  | Ngày 8 tháng 11 năm 2014  | Ngày 9 tháng 8 năm 2015  | [ 57 ]        |  |
| 44                                    | 19       | Zekken (Absolute Sword)"Zekken" (絶 剣)                                        | Shigeki Kawai       | Munemasa Nakamoto                  | Ngày 15 tháng 11 năm 2014 | Ngày 16 tháng 8 năm 2015 | [ 58 ]        |  |
| 45                                    | 20       | Sleeping Knights"Surīpingu Naitsu" (ス リ ー ピ ン グ ・ ナ イ ツ)             | Un Kokusai          | Munemasa Nakamoto Ryôsuke Suzuki   | Ngày 22 tháng 11 năm 2014 | 23 tháng 8, 2015         | [ 59 ]        |  |
| 46                                    | 21       | Swordsman's Memorial"Kenshi no Hi" (剣 士 の 碑)                               | Yasuyuki Fuse       | Atsushi Takayama Munemasa Nakamoto | Ngày 29 tháng 11 năm 2014 | Ngày 30 tháng 8 năm 2015 | [ 60 ]        |  |
| 47                                    | 22       | Journey's End "Tabiji no Hate" (旅 路 の 果 て)                                | Yasuto Nishikata    | Yukie Sugawara                     | Ngày 6 tháng 12 năm 2014  | Ngày 13 tháng 9 năm 2015 | [ 61 ]        |  |
| 48                                    | 23       | Beginning of a Dream "Yume no Hajimari" (夢 の 始 ま り)                       | Shigeki Kawai       | Yukie Sugawara                     | Ngày 13 tháng 12 năm 2014 | Ngày 20 tháng 9 năm 2015 | [ 62 ]        |  |
| 49                                    | 24       | Mother Rosario "Mazāzu rozario" (:マ ザ ー ズ ・ ロ ザ リ オ)                  | Tomohiko Itō        | Tomohiko Itō                       | Ngày 20 tháng 12 năm 2014 | Ngày 27 tháng 9 năm 2015 | [ 63 ]        |  |

## Đặc biệt
Những tập phụ sau được bao gồm trong các đĩa BD/DVD của series.
| No. | Tên | Ngày phát hành gốc      |
| --- | --- | ----------------------- |
| 1 |     | Tháng Mười 24, 2012     |
| Một chương trình đóng giả thời sự TV tổ chức bởi Kirito và Asuna gồm vài phần tiêu biểu ở tập 1 và 2, Klein là khách mời đặc biệt. |     |                         |
| 2 |     | Tháng Mười Hai 3, 2012  |
| Chương trình thời sự TV tiếp tục gồm những phần tiêu biểu ở tập 3,4 và 5, Sillica là khách mời chính.                              |     |                         |
| 3 |     | Tháng Mười Hai 26, 2012 |
| Phần này gồm những phần tiêu biểu ở tập 6,7 và 8 với Lisbeth là khách mời chính.                                                   |     |                         |
| 4 |     | Tháng một 23, 2013      |
| Phần này nhấn mạnh tập 9, 10, và 11 với Yui là khách mời chính.                                                                    |     |                         |